# Holmes Island (Antarktika)
Holmes Island ist eine 2,5 km lange Insel im Archipel der Biscoe-Inseln westlich der Antarktischen Halbinsel. Im Grandidier-Kanal liegt sie südlich der Vieugué-Insel.
Kartiert wurde die Insel bei der British Graham Land Expedition (1934–1937) unter der Leitung des australischen Polarforschers John Rymill. Das UK Antarctic Place-Names Committee benannte sie 1959 nach Brian Holmes (* 1932), Geodät des Falkland Islands Dependencies Survey am Prospect Point im Jahr 1957, der überdies von 1957 bis 1958 der hydrographischen Vermessungseinheit der Royal Navy im Gebiet der Biscoe-Inseln angehörte.